# Mamertino bianco riserva
Il Mamertino bianco riserva o Mamertino di Milazzo bianco riserva è un vino DOC istituito con decreto dello 03/09/2004 pubblicato sulla gazzetta ufficiale dell'11/09/04 n 214.
Abbraccia vini prodotti nei seguenti comuni: Alì, Alì Terme, Barcellona Pozzo di Gotto, Basicò, Castroreale, Condrò, Falcone, Fiumedinisi, Furnari, Gualtieri Sicaminò, Itala, Librizzi, Mazzarrà Sant'Andrea, Merì, Milazzo, Monforte San Giorgio, Montalbano Elicona, Nizza di Sicilia, Oliveri, Pace del Mela, Patti, Roccalumera, Roccavaldina, Rodì Milici, San Filippo del Mela, 
Santa Lucia del Mela, San Pier Niceto, Scaletta Zanclea, Terme Vigliatore, Torregrotta, Tripi.
Tutti in provincia di Messina.

## Vitigni con cui è consentito produrlo
- Grillo e Ansonica o Inzolia con un minimo del 25% di uno dei due e un minimo del 10% dell'altro
- Catarratti minimo 45%
- altri vitigni a bacca bianca idonei alla coltivazione nella provincia di Messina, singolarmente o congiuntamente fino ad un massimo del 20%.[1]

## Tecniche produttive
Il vino Mamertino di Milazzo bianco riserva o Mamertino bianco riserva deve essere invecchiato almeno 24 mesi di cui 6 mesi in botte di legno (a decorrere dal 1º novembre dell'anno di produzione delle uve.)

## Caratteristiche organolettiche
- colore: giallo dorato più o meno intenso, con riflessi ambrati;
- profumo: etereo, pieno, caratteristico, talvolta con sentori di passito;
- sapore: dal secco all'amabile, al dolce, gradevole, tipico;

## Produzione
Provincia, stagione, volume in ettolitri
- nessun dato disponibile